# Brittiska F3-mästerskapet 2002
Brittiska F3-mästerskapet 2002 var ett race som vanns av Robbie Kerr från England, följd av James Courtney och Heikki Kovalainen. Mästerskapet inleddes den 31 mars och slutade den 22 september.

## Slutställning
| Plats | Förare            | Poäng |
| ----- | ----------------- | ----- |
| 1     | Robbie Kerr       | 306   |
| 2     | James Courtney    | 269   |
| 3     | Heikki Kovalainen | 256   |
| 4     | Bruce Jouanny     | 250   |
| 5     | Michael Keohane   | 169   |
| 6     | Fabio Carbone     | 137   |